# Duckhole
Duckhole – wieś w Anglii, w hrabstwie ceremonialnym Gloucestershire, w dystrykcie (unitary authority) South Gloucestershire. Leży 21 km na północ od miasta Bristol i 166 km na zachód od Londynu.